# 체코의 보호구역

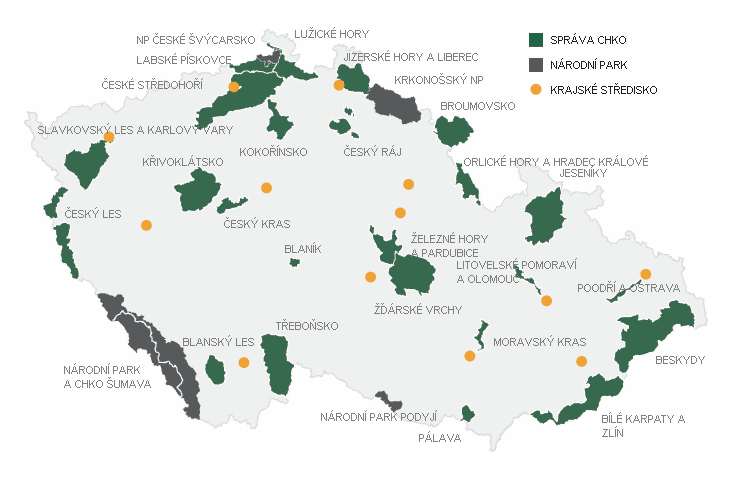
체코 공화국의 보호 구역 지도 : 국립 공원 (회색)과 경관 보호 구역 (녹색)

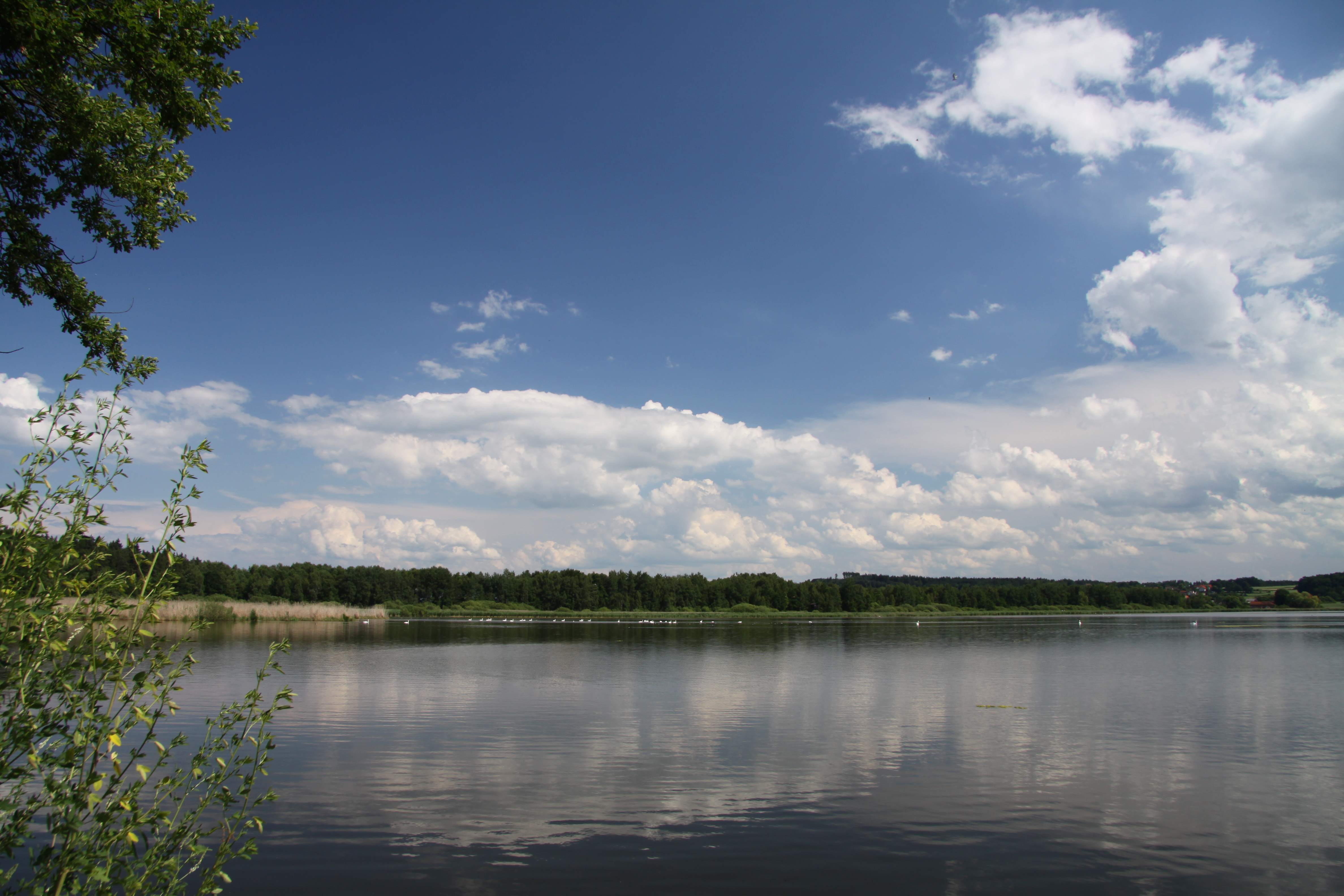
국립 자연 보호 구역 Řežabinec a Řežabinecké tůně

체코에는 최소한 6가지 유형의 보호 구역이 있다.

## 특별 보호 구역

### 국립 공원
국립공원(체코어: nrorodnppark, 약칭: nrorodnppark)은 자연생태계나 인간활동의 영향을 거의 받지 않는 생태계로 구성된 넓은 지역으로 비생물적 특징, 동식물은 국제적 또는 국가적 차원에서 독특한 과학적, 교육적 중요성을 지닌다. 체코 의회의 양원에 의해 설립되었으며, 2021년 현재 체코에는 4개의 국립공원이 있다.
| 약칭                                                     | 명칭                            | 지정 날짜                             | 면적       | 면적                                              | 보호 구역 면적 | 보호 구역 면적 |
| -------------------------------------------------------- | ------------------------------- | ------------------------------------- | ---------- | ------------------------------------------------- | -------------- | -------------- |
| Krkonoše                                                 | Krkonošský národní park (KRNAP) | style="text-align:right;"\|363.27 km2 | 140.26 mi2 | 140.26 mi2\|style="text-align:right;"\|186.42 km2 | 71.98 mi2      | 71.98 mi2      |
| Podyjí                                                   | Národní park Podyjí             | style="text-align:right;"\|63 km2     | 24 mi2     | 24 mi2\|style="text-align:right;"\|29 km2         | 11 mi2         | 11 mi2         |
| Šumava                                                   | Národní park Šumava             | style="text-align:right;"\|685.2 km2  | 264.6 mi2  | 264.6 mi2\|style="text-align:right;"\|944.8 km2   | 364.8 mi2 *    | 364.8 mi2 *    |
| České Švýcarsko                                          | Národní park České Švýcarsko    | style="text-align:right;"\|79 km2     | 31 mi2     | 31 mi2                                            |                |                |
| * The Šumava Protective Zone constitutes the CHKO Šumava |                                 |                                       |            |                                                   |                |                |

### 경관보호구역

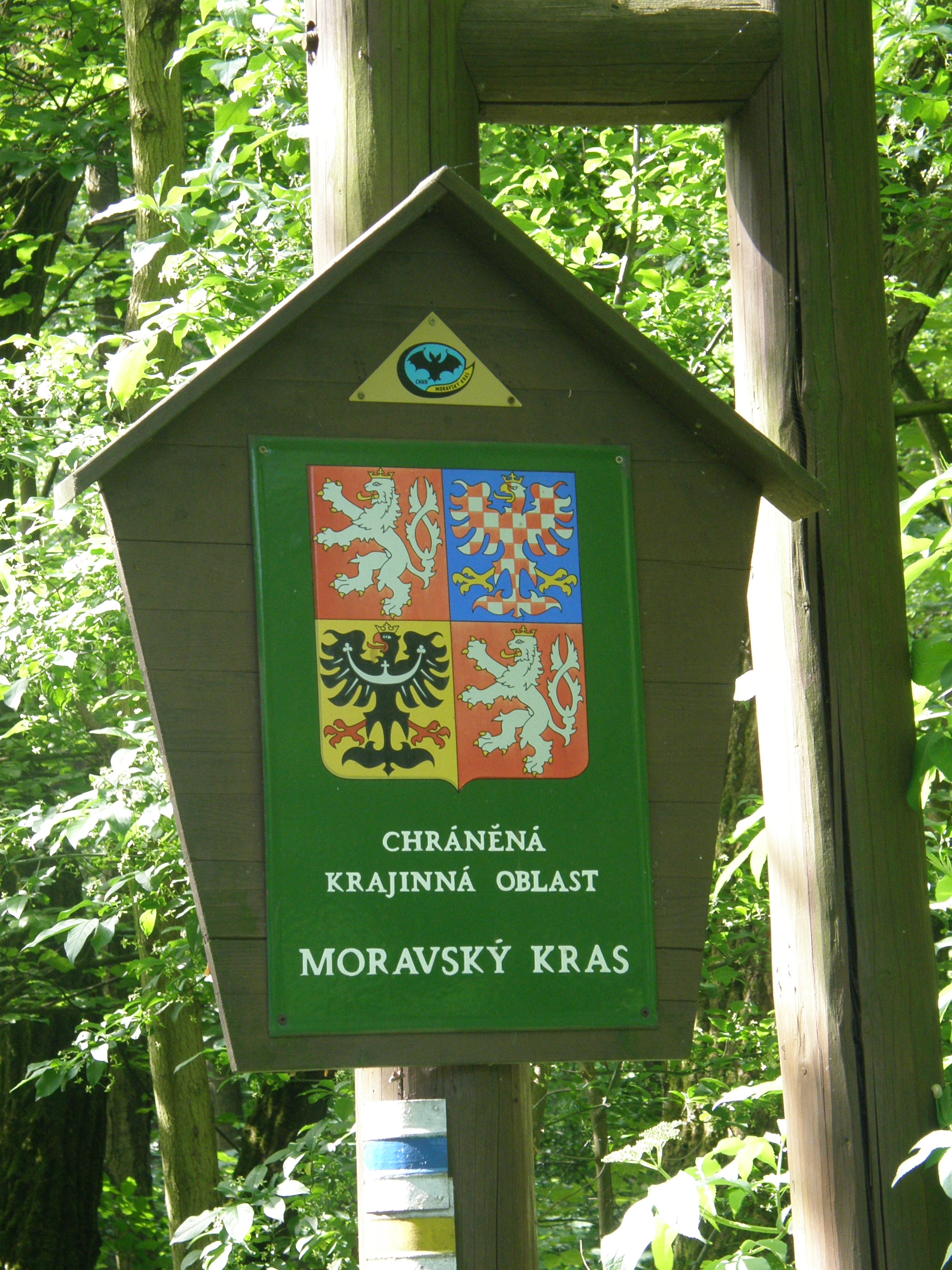
모라비아 카르스트 PLA

보호경관지역(체코어: chrnnkkrajinobobstrast, 약칭: CHKO)은 자연림과 영구적인 풀이 우거진 생태계를 지닌 넓은 지역으로 인간의 정주기념물(통나무집 등)도 보존할 수 있다. 그것들은 체코 정부에 의해 설립되었다. 2021년 현재 체코에는 26개의 경관보호구역이 있다.
| 체코 명칭                | 영어 명칭                               | 지정 날짜 | 면적                               | 면적 |
| ------------------------ | --------------------------------------- | --------- | ---------------------------------- | ---- |
| Český ráj                | Bohemian Paradise                       | 1955      | 181.52 제곱킬로미터 (70.09 mi2)    |      |
| Moravský kras            | Moravian Karst                          | 1956      | 92 제곱킬로미터 (36 mi2)           |      |
| Šumava                   | Bohemian Forest                         | 1963      | 944.8 제곱킬로미터 (364.8 mi2)     |      |
| Jizerské hory            | Jizera Mountains                        | 1968      | 368 제곱킬로미터 (142 mi2)         |      |
| Jeseníky                 | Ash Mountains                           | 1969      | 740 제곱킬로미터 (286 mi2)         |      |
| Orlické hory             | Eagle Mountains                         | 1969      | 200 제곱킬로미터 (77 mi2)          |      |
| Žďárské vrchy            | Žďár Highlands                          | 1970      | 715 제곱킬로미터 (276 mi2)         |      |
| Český kras               | Bohemian Karst                          | 1972      | 132 제곱킬로미터 (51 mi2)          |      |
| Labské pískovce          | Elbe Sandstones                         | 1972      | 245 제곱킬로미터 (95 mi2)          |      |
| Beskydy                  | Beskids                                 | 1973      | 1,196.96 제곱킬로미터 (462.15 mi2) |      |
| Slavkovský les           | Slavkov Forest                          | 1974      | 640 제곱킬로미터 (247 mi2)         |      |
| České středohoří         | Bohemian Central Uplands                | 1976      | 1,070 제곱킬로미터 (413 mi2)       |      |
| Kokořínsko - Máchův kraj | Kokořín Area - Mácha's Region           | 1976      | 410 제곱킬로미터 (158 mi2)         |      |
| Lužické hory             | Lusatian Mountains                      | 1976      | 350 제곱킬로미터 (135 mi2)         |      |
| Pálava                   | Pavlov Highlands                        | 1976      | 70 제곱킬로미터 (27 mi2)           |      |
| Křivoklátsko             | Křivoklát Area                          | 1978      | 630 제곱킬로미터 (243 mi2)         |      |
| Třeboňsko                | Třeboň Area                             | 1979      | 700 제곱킬로미터 (270 mi2)         |      |
| Bílé Karpaty             | White Carpathians                       | 1980      | 71.5 제곱킬로미터 (27.6 mi2)       |      |
| Blaník                   | Blaník                                  | 1981      | 40 제곱킬로미터 (15 mi2)           |      |
| Blanský les              | Blanský Forest                          | 1989      | 212.35 제곱킬로미터 (81.99 mi2)    |      |
| Litovelské Pomoraví      | Litovel Morava Basin                    | 1990      | 96 제곱킬로미터 (37 mi2)           |      |
| Broumovsko               | Broumov Area                            | 1991      | 410 제곱킬로미터 (158 mi2)         |      |
| Poodří                   | Oder Basin                              | 1991      | 81.5 제곱킬로미터 (31.5 mi2)       |      |
| Železné hory             | Iron Mountains                          | 1991      | 380 제곱킬로미터 (147 mi2)         |      |
| Český les                | Bohemian Forest / Upper Palatine Forest | 2005      | 470 제곱킬로미터 (181 mi2)         |      |
| Brdy                     | Brdy                                    | 2016      | 345 제곱킬로미터 (133 mi2)         |      |
| Novohradské hory         | Nové Hrady Mountains                    | pending   | 219 제곱킬로미터 (85 mi2)          |      |
| Střední Poohří           | Central Ohře (Eger) Basin               | pending   | 240 제곱킬로미터 (93 mi2)          |      |

### 국립 자연 보호 구역
국립자연보호구역(체코어: Nrorodnpprorodnrerezervace, 약칭: NPR)은 전형적인 지질학적 구성의 전형적인 완화가 국제적 또는 국가적 차원에서 중요한 생태계와 결합된 보다 작은 자연가치의 영역이다. 체코 환경부가 설립했다.

### 자연 보호 구역
자연보호구역(체코어: Prorodnrerezervace, 약칭: P)rorodnrerezervace)은 특정 지리적 지역에 전형적인 집중된 자연 특징과 생태계를 지닌 작은 지역이다. 이들은 적절한 지역 정부(체코어: krajsk )) ad) 또는 국립공원 또는 경관 보호 지역의 관리에 의해 설립된다.

### 국립 자연 기념물
국립자연기념물(체코어: Nrorodnpprorodnppamttka, 약칭: NPP)은 지역의 환경, 과학 또는 미학적으로 중요한 생태계의 일부로 멸종 위기에 처한 동식물의 서식지이다. 체코 환경부가 설립했다.

### 천연기념물

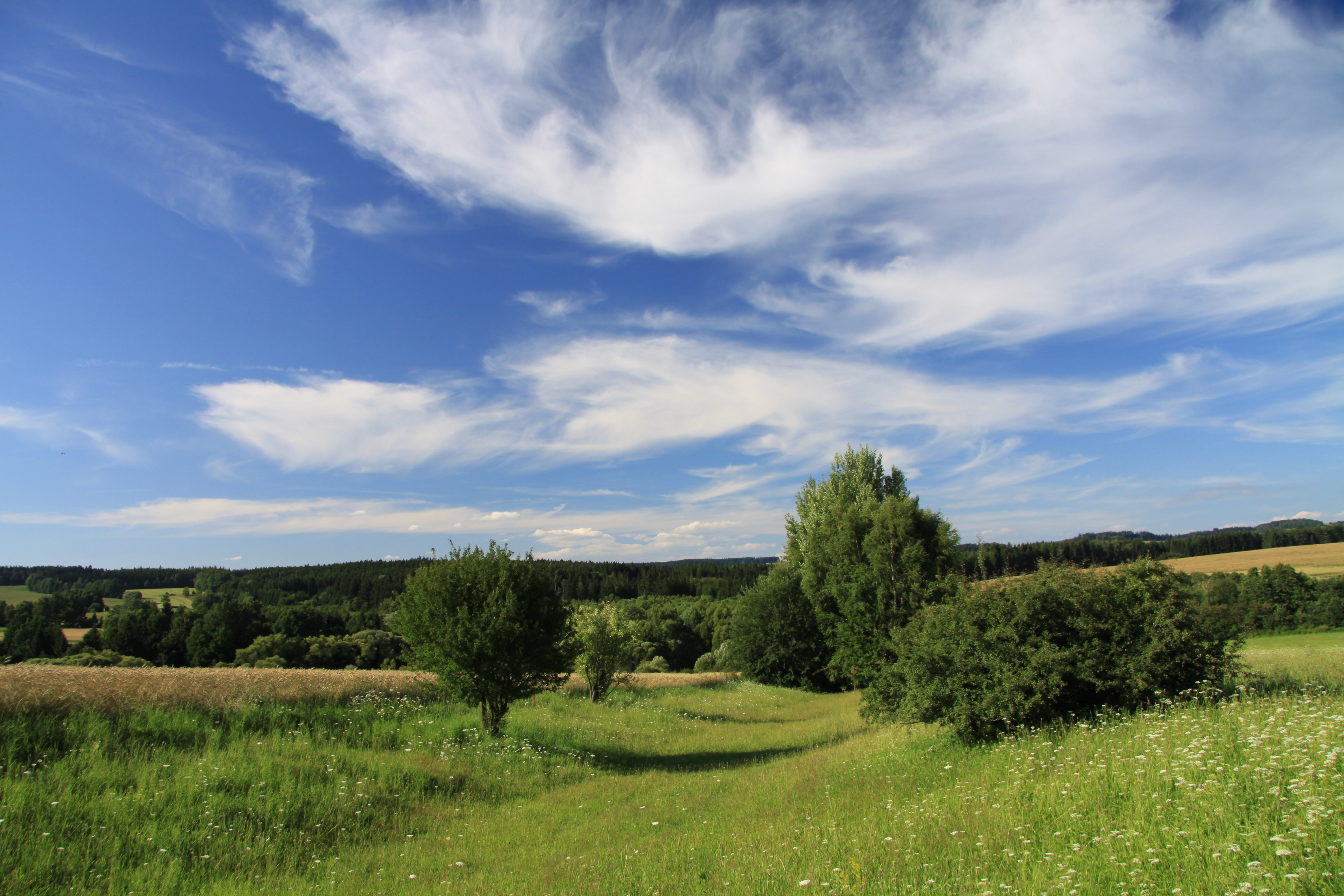
Nature monument Hroby in Tábor District

천연기념물(Nature Monument, 체코어: Prorodnp pamttka, 약칭: Prorodnp pamttka)은 일반적으로 지질학적 또는 지형학적 형성, 광물 또는 화석 수집 지역, 또는 멸종 위기에 처한 동식물의 서식지로서 국제적 또는 국가적 환경, 과학적 또는 미학적으로 중요하다. 이들은 적절한 지역 정부(체코어: krajsk )) ad) 또는 국립공원 또는 경관 보호 지역의 관리에 의해 설립된다.

## 조경의 기타 보호된 부분

### 자연공원

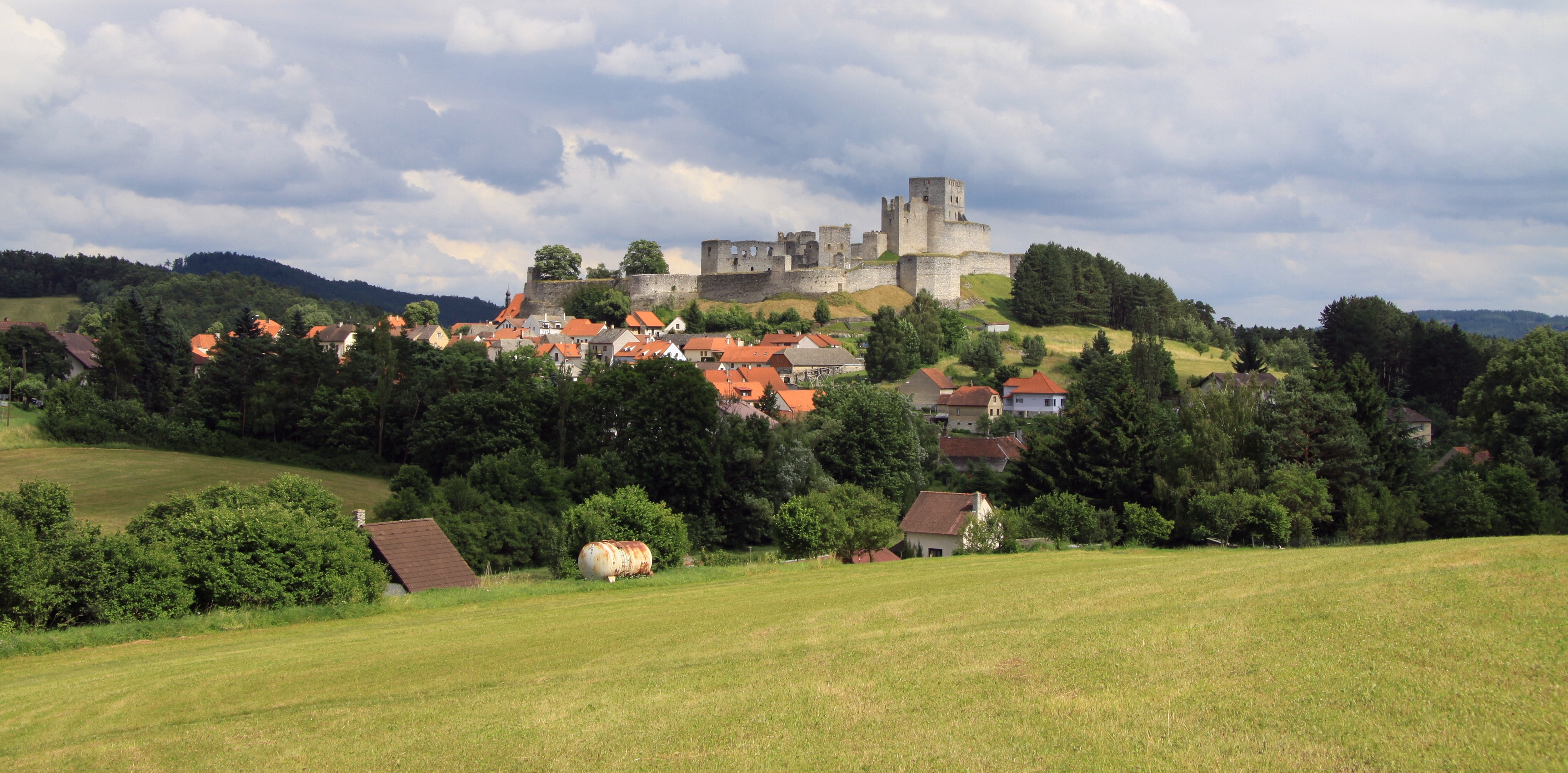
라비 성이 있는 자연 공원 부데티코

자연공원(체코어: Prorodnppark)은 보통 자연과 미적 가치를 감소시키는 활동으로부터 경관을 보호하는데 도움이 되는 넓은 지역이다. 이것들은, 주 환경 보호 기관에 의해서도 설치할 수 있다.

### 기념수, 기념골목
기념수, 기념골목 (체코어: Památný strom, skupina stromů nebo stromořadí) 이들은 주 환경 보호 기관에 의해서 설치된다.

### 주목 경관 구역
주목 경관 구역(체코어: Vzznamnkra jinn prprvek)은 보통 특정 지역이나 지역에서 전형적인 자연, 문화, 역사적 구역이다. 이것들은, 어느 주 환경 보호 단체에 의해서도 확립할 수 있다.

### 특별보호동식물종
특별보호동식물종 (체코어:Zvlšštchrchrnnédruhyrostlina aivoicich))은 매우 희귀하며 일반적으로 멸종위기종으로 과학적 또는 문화적으로 중요하다. 체코 환경부의 규정에 등록되어 있다. 2003년 현재 477종의 식물, 27종의 버섯, 191종의 동물이 목록에 올라 있다.

## 추가 문헌
- Tickle, Andrew (May 2000). “Regulating environmental space in socialist and post-socialist systems: nature and landscape conservation in the Czech Republic”. 《Journal of Contemporary European Studies》 8 (1): 57–78.

## 참고 자료
- “Agency for Nature Conservation and Landscape Protection of the Czech Republic”. 《Official Website》. 2007년 2월 16일에 확인함.
- Hrubín, Josef (2003). 《Národní parky a chráněné krajinné oblasti》. Navštivte …. Praha: Olympia. ISBN 80-7033-808-3.